# Astragalus nuttallii
Astragalus nuttallii är en ärtväxtart som först beskrevs av John Torrey och Asa Gray, och fick sitt nu gällande namn av John Thomas Howell. Astragalus nuttallii ingår i släktet vedlar, och familjen ärtväxter.

## Underarter
Arten delas in i följande underarter:
- A. n. nuttallii
- A. n. virgatus

## Bildgalleri

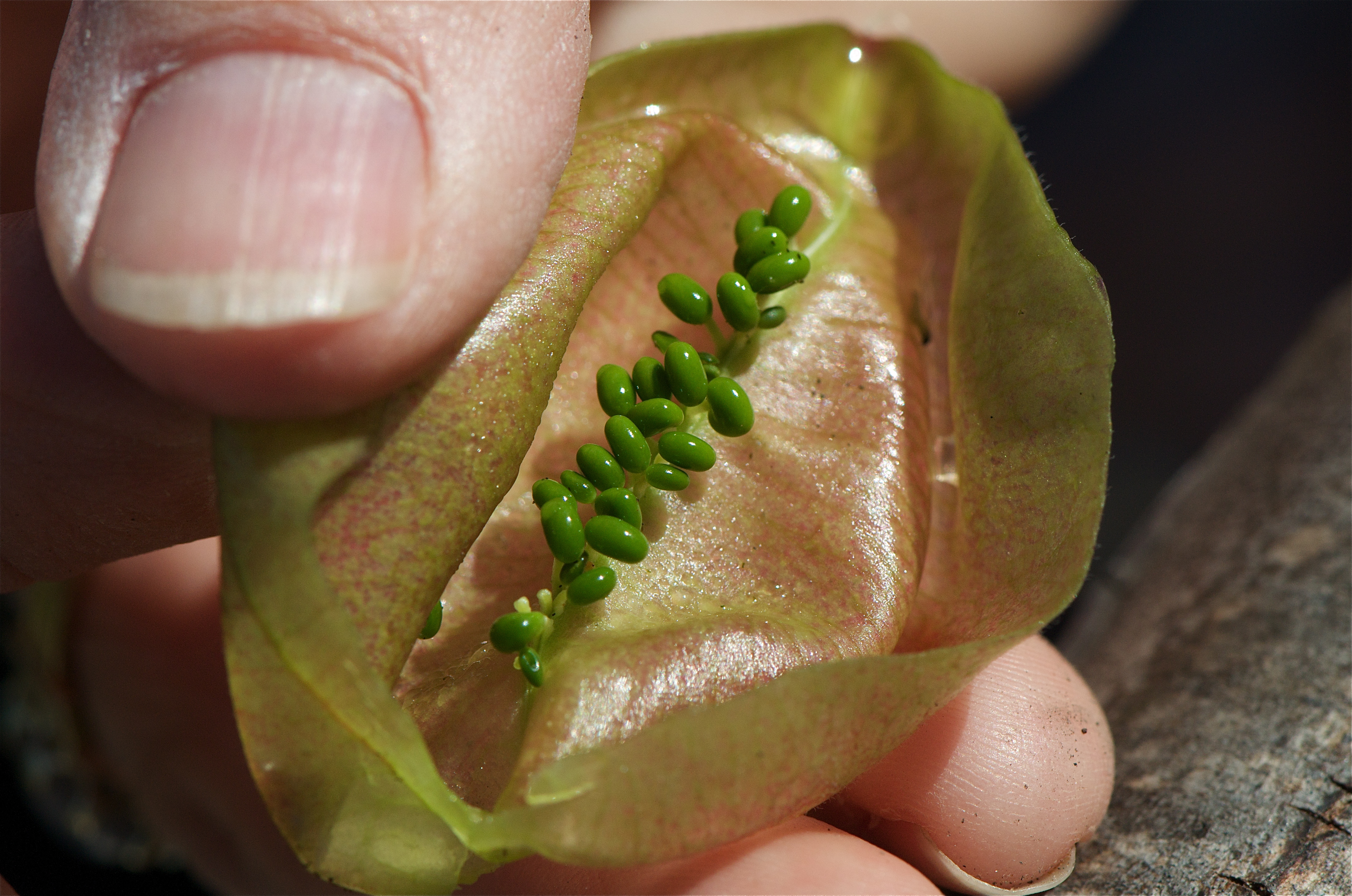